# Golfo Juan
Il golfo Juan (Lo Golfe Joan in occitano, vale a dire "il golfo di Giovanni") è un golfo della costa mediterranea della Francia compreso tra la pointe de la Croisette presso Cannes a ovest e il cap d’Antibes presso Antibes a est.
Il golfo ha dato il nome alla località di Golfe-Juan nel comune di Vallauris nel dipartimento delle Alpi Marittime. Il nome va inoltre collegato a quello di Juan-les-Pins, quartiere della vicina città di Antibes.
È da qui che il 1 marzo 1815 Napoleone intraprese la sua marcia verso Parigi dando inizio ai cosiddetti Cento giorni.